# Lake Park (Florida)
Lake Park város az USA Florida államában, Palm Beach megyében. Lakosainak száma 9047 fő (2020. április 1.).

## Népesség
A település népességének változása:
| Lakosok száma | 8721 | 8155 | 9047 |
|               | 2000 | 2010 | 2020 |